# Woodburn (Oregon)
Woodburn és una població dels Estats Units a l'estat d'Oregon. Segons el cens del 2008 tenia 23.355 habitants.

## Demografia
Segons el cens del 2000, Woodburn tenia 20.100 habitants, 6.274 habitatges, i 4.492 famílies. La densitat de població era de 1.492,4 habitants per km².
Dels 6.274 habitatges en un 34,6% hi vivien nens de menys de 18 anys, en un 58,1% hi vivien parelles casades, en un 8,7% dones solteres, i en un 28,4% no eren unitats familiars. En el 23,9% dels habitatges hi vivien persones soles el 16,5% de les quals corresponia a persones de 65 anys o més que vivien soles. El nombre mitjà de persones vivint en cada habitatge era de 3,11 i el nombre mitjà de persones que vivien en cada família era de 3,63.
Per edats la població es repartia de la següent manera: un 30% tenia menys de 18 anys, un 11,8% entre 18 i 24, un 25,5% entre 25 i 44, un 14,6% de 45 a 60 i un 18,1% 65 anys o més.
L'edat mediana era de 30 anys. Per cada 100 dones de 18 o més anys hi havia 104,7 homes.
La renda mediana per habitatge era de 33.722$ i la renda mediana per família de 36.730$. Els homes tenien una renda mediana de 21.702$ mentre que les dones 22.606$. La renda per capita de la població era de 12.954$. Aproximadament l'11,5% de les famílies i el 17,3% de la població estaven per davall del llindar de pobresa.

## Poblacions més properes
El següent diagrama mostra les poblacions més properes.